# Disa hircicornis
Disa hircicornis är en orkidéart som beskrevs av Heinrich Gustav Reichenbach. Disa hircicornis ingår i släktet Disa och familjen orkidéer. Inga underarter finns listade i Catalogue of Life.